# Möringen
Möringen is een plaats en voormalige gemeente in de Duitse deelstaat Saksen-Anhalt, en maakt deel uit van de Landkreis Stendal.
Tot Möringen behoort ook het dorpje Klein Möringen, dat anderhalve kilometer ten noord-noordwesten van Möringen-dorp ligt en circa 90 inwoners heeft.
Het dorp is sinds 1 januari 2010 een Ortschaft van de stad Stendal. Möringen ligt ongeveer 8 km ten westen van die stad.
In de gemeente domineert de landbouw de economie.
Aan de spoorlijn Berlijn - Lehrte heeft Möringen een stoptreinstation, Möringen (Altm). In 1998 is de spoorlijn Berlijn - Oebisfelde geopend, die grotendeels hetzelfde traject volgt als de bestaande lijn Berlijn - Lehrte. Dit is echter een hogesnelheidslijn, die niet door Stendal rijdt en ook niet in Möringen stopt. Ten oosten van station Möringen (Altm) begint een apart stuk van deze lijn, de Südumfahrung Stendal, waarvoor van 1991-1992 veel juridische problemen moesten worden opgelost, tot het aannemen van aparte wetgeving aan toe.
Ten westen van Klein Möringen en ten noordwesten van Möringen ligt de grotendeels beboste heuvel  Heidberg of Heid-Berg. Hier zijn enige malen kleine  archeologische vondsten gedaan uit o.a. de Jonge Steentijd. 
Möringen wordt voor het eerst in 1201 in een document vermeld. Een oude naam van het dorp luidt Groß-Möringen (19e eeuw)  of Groß-Möringen, al dan niet met het verbindingsstreepje (1902-ca. 1960). De dorpskerk, die vóór de Reformatie in de 16e eeuw een bedevaartkerk is geweest, dateert van circa 1170 en is gebouwd in romaanse stijl.

## Afbeeldingen

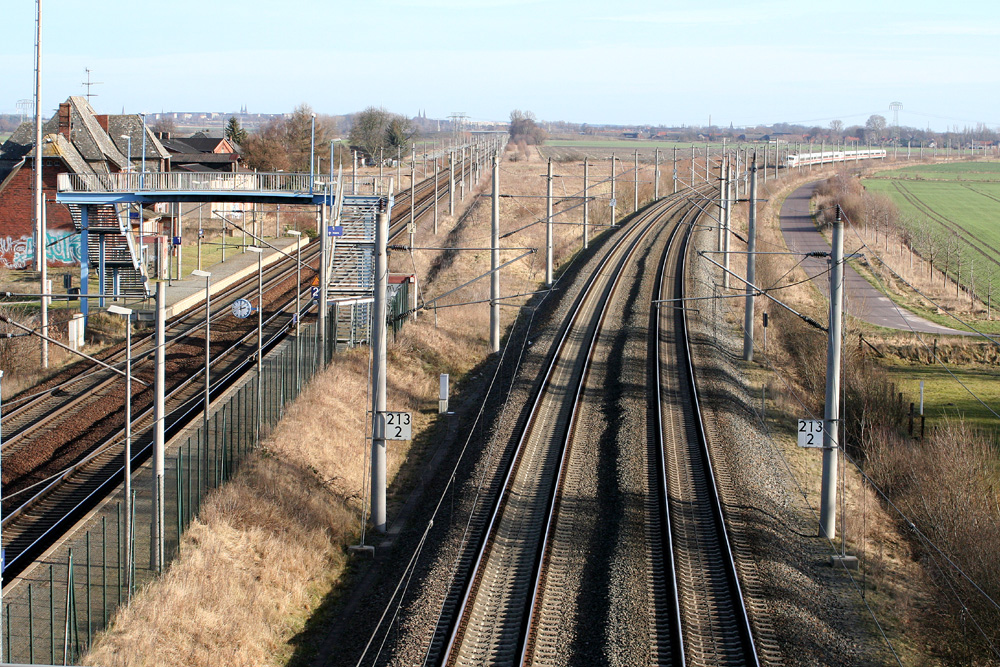
Spoorlijnen bij Möringen
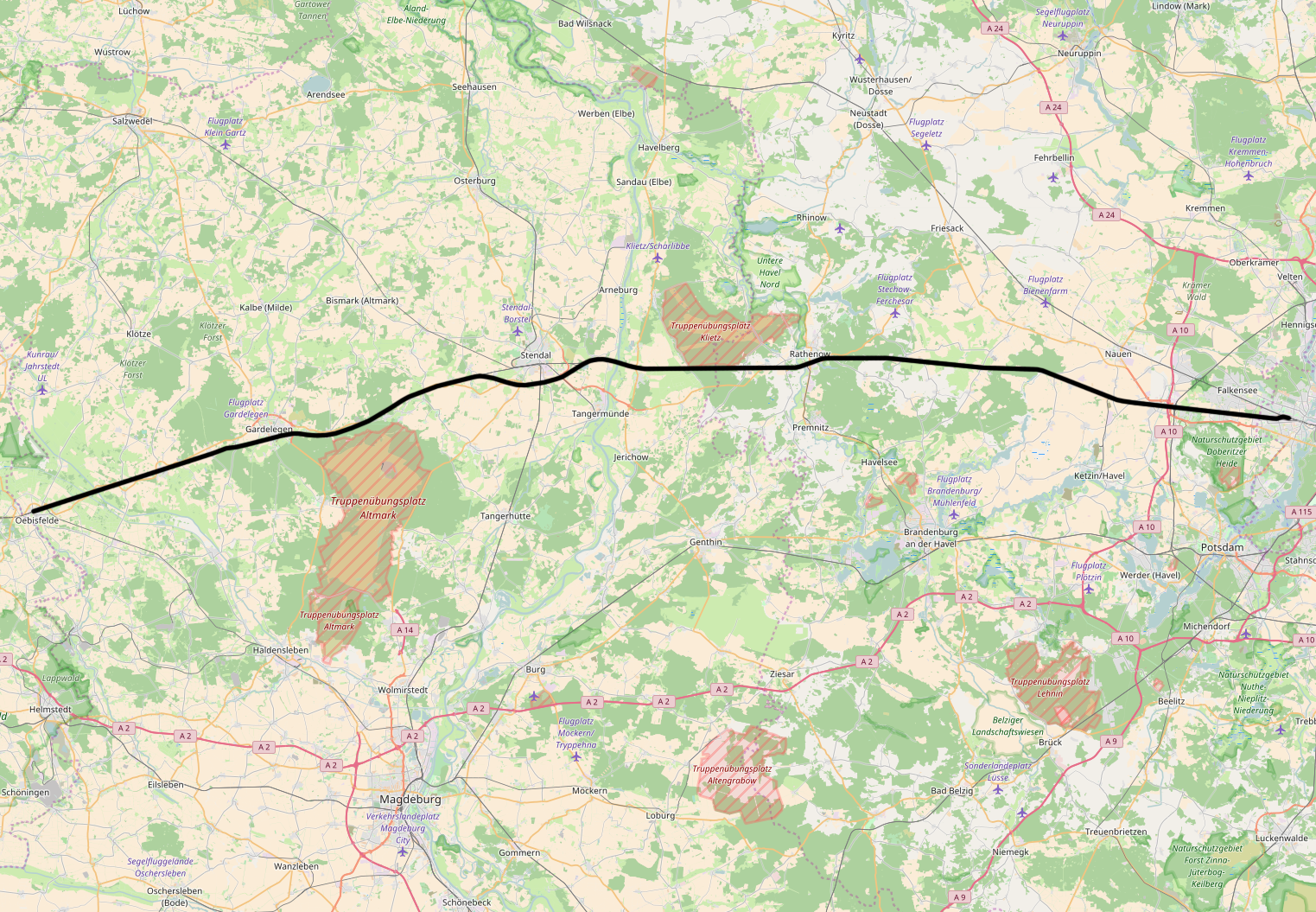
Kaart spoorlijn Berlijn-Oebisfelde, met in het midden een bocht om Stendal heen
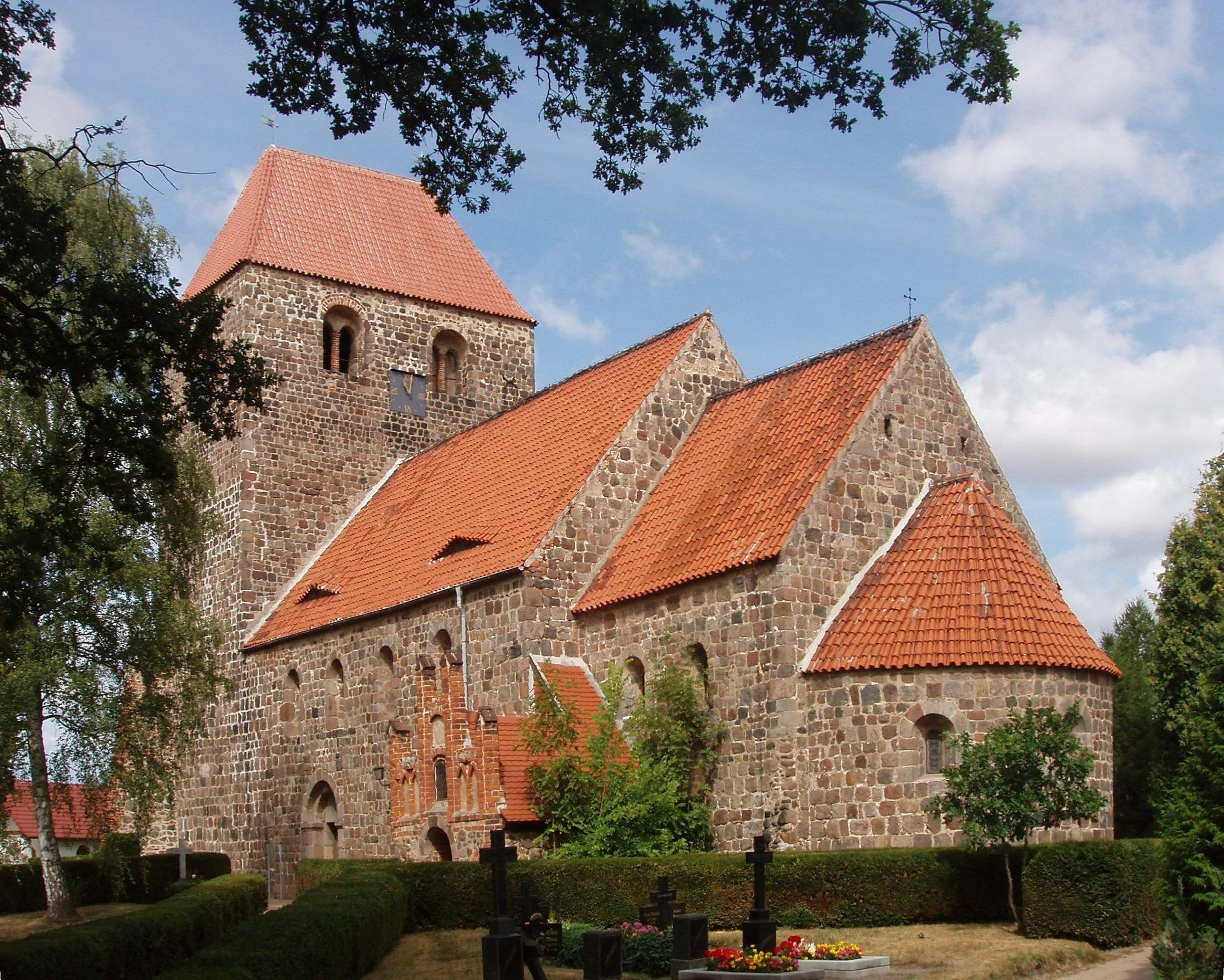
Sint-Leonhardkerk, Möringen
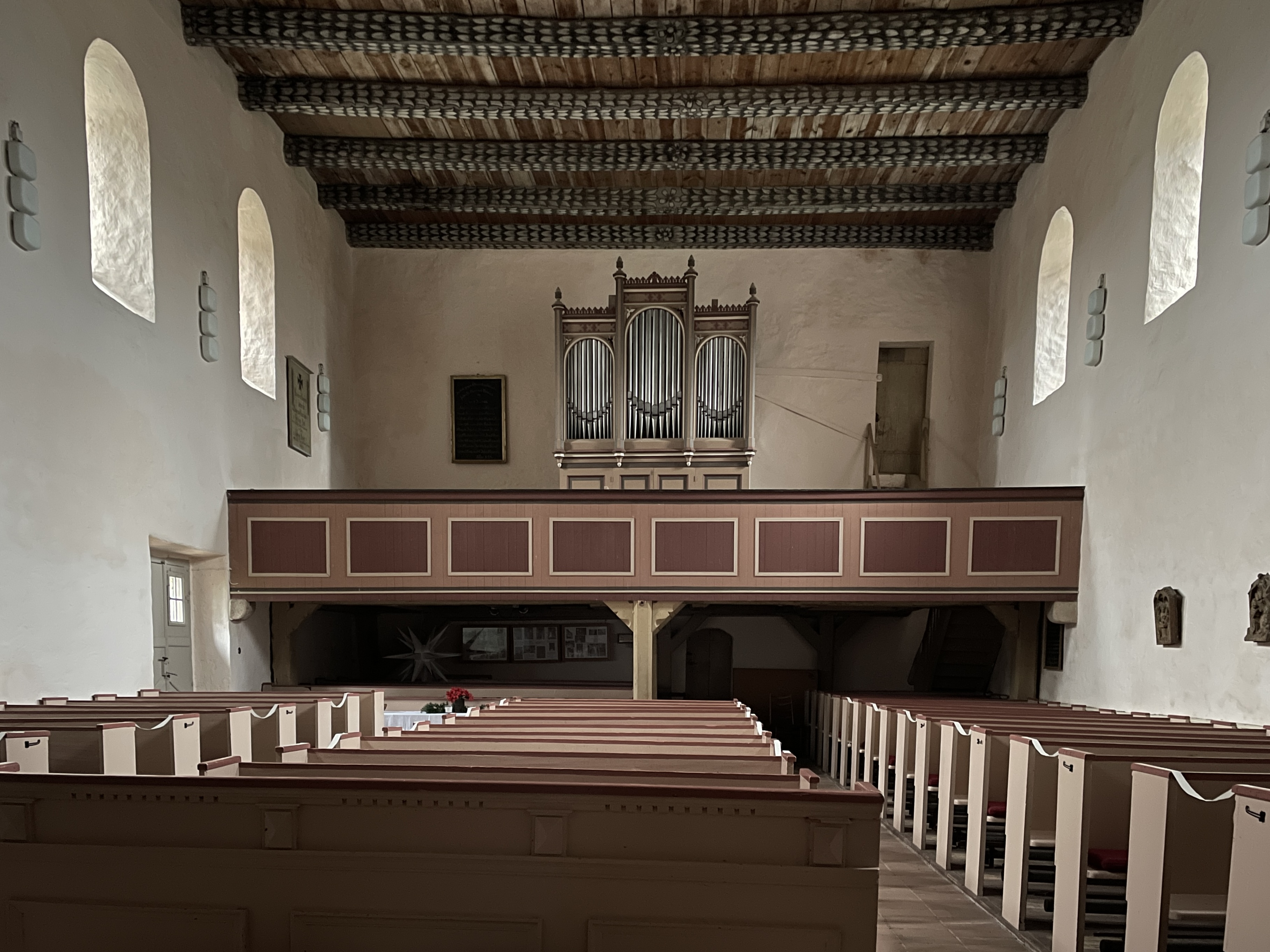
Interieur van deze kerk
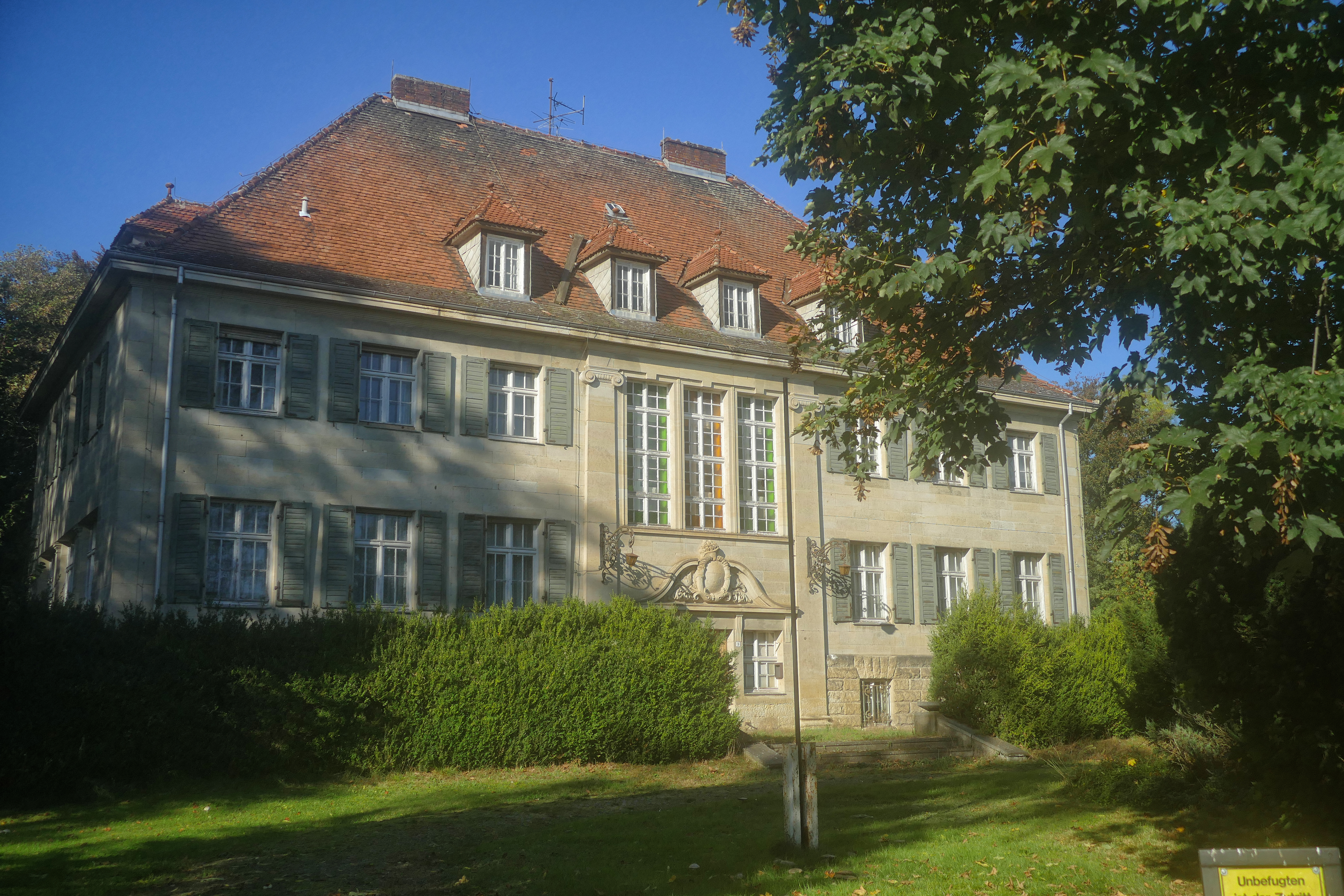
Landgoed Möringen, herenhuis
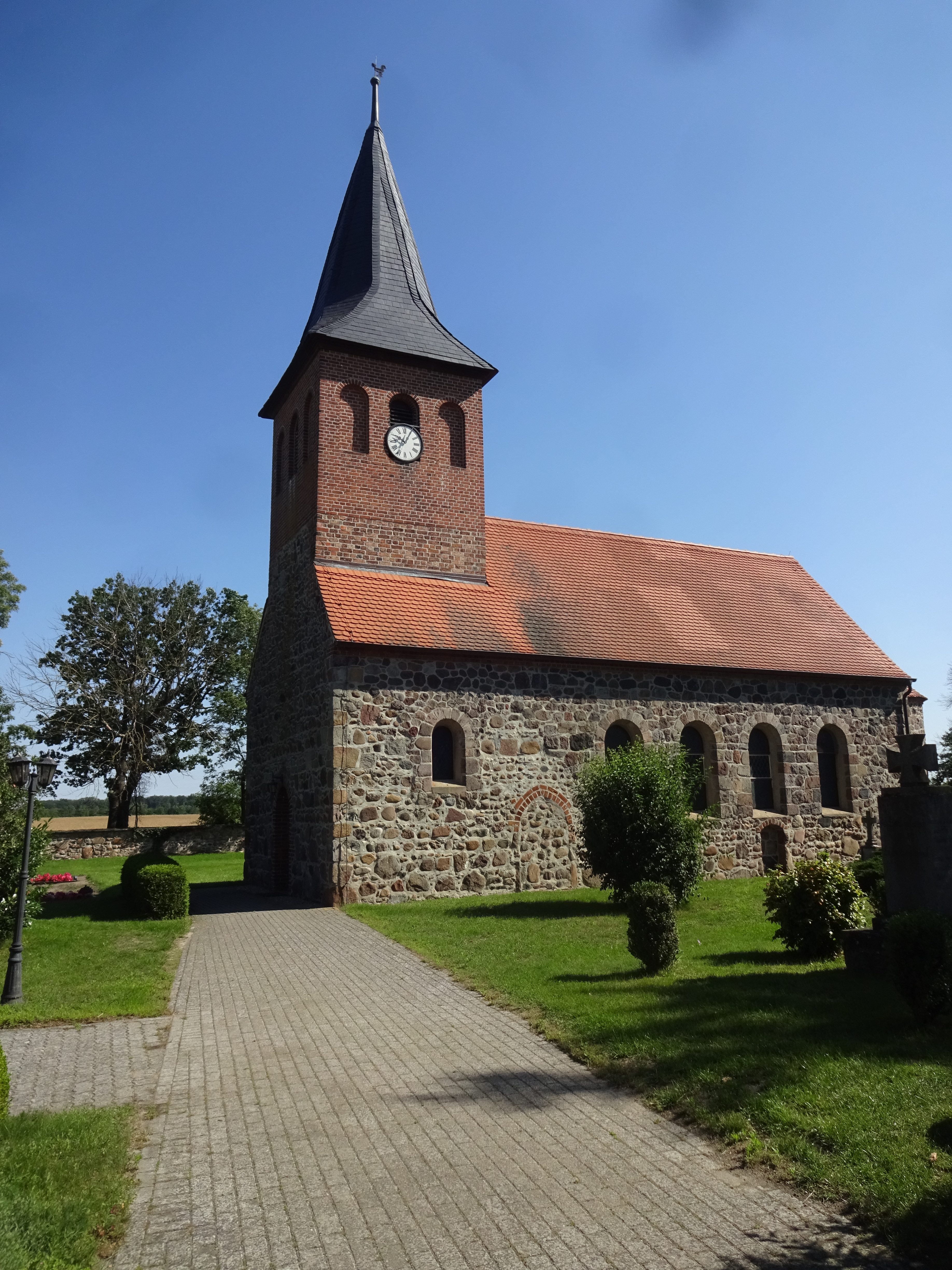
Dorpskerk te Klein Möringen

## Geboren
- Karl Schapper (geb. 27 augustus 1879 - ter dood gebracht in Plötzensee, 1 februari 1941), rooms-katholiek verzetsstrijder tegen het nationaalsocialisme.
- Helmut Leonhard Schapper (geb. 1 augustus 1891 in Groß Möringen ; overl. 20 april 1976 in Döllnitz), broer van de voorgaande, lange tijd evangelisch-luthers dominee te Möringen; ook hij protesteerde in het openbaar tegen het kerkbeleid van de nazi's en in 1953-1954 ook tegen dat van de communistische DDR-regering.